# Riskovics József

A nemes Riskovics család címere (kelt: 1792. július 26.)

Riskovics József (Vágsellye, 1736. február 18. - Pest, 1795. február 27.) pesti sebészorvos, Pest-Pilis-Solt-Kiskun vármegye és Pest város tisztiorvosa, könyvgyűjtő.

## Családja és származása
Római katolikus polgári származású családban született. Nagyszombatban végezte az iskoláit. Később, az orvosi diplomáját a budai egyetemen szerezte. 1764-ben pesti választott polgár lett. 1777-től Pest város sebésze volt. Első neje Árvay Rozália volt; a házasság kötésekor szerezte az első pesti házát 1779-ben. Felesége halála után, 1785-ben Josepha Malcherral kötött második házassága idején ismét házat vett. 1792. július 26-án nemességet és családi címert szerzett I. Ferenc magyar királytól. Testvérbátyja, Riskovics Ferenc orvos-tábornok volt. Két leánytestvére is volt: a Vízkeleten lakó Riskovics Anna (1742–1812), nemes Paulovics Józsefnek (1739–1797) a felesége, és a Tornócon lakó Riskovics Erzsébet (1760–1808), akinek a férje tornóczi Szalay Gábor (1740–1826), királyi testőr jelölt, földbirtokos volt.

## Élete
Riskovics József pesti orvos könyvtáránál 76 címből a fele, 41 az orvosi munka. Könyvtára szintén egészen modern, az összes könyve, kivéve egy darab, 1700 utáni. Riskovics József könyvtára a leggazdagabb a magyar nyelvű, a 18. század második felében kibontakozó magyar irodalom és költészet alkotásaiban. Riskovics József, Pestmegye sebésze, 1782. július 16-án 1200 rajnai forintból álló vizkeleti alapítványt tett, melynek kamatjaiból két szegény egyéniség, az egyik nemes, a másik pedig portális részről segélyeztetnék. Az alapítónak sógora, nemes Paulovics József ezen tőkét kölcsönkép fölvéve, abból a szegényeknek évenként ötös kamatot juttatott, a hatodikat ellenben, az alapítvány kezelése körül tett fáradságáért visszatartotta, mely alapítványt a Paulovics családtagok 1877 körül még kezelték.

## Házassága és gyermekei
Első neje Árvay Rozália. Felesége halála után Malcher Josephával kötött házasságot. Második feleségétől született két fia: 
- ifjabb Riskovics József Károly (Pest (belv.), 1789. szeptember 28.–†?)
- Riskovics János Nepomuk (Pest (belv.), 1791. május 8.–†?). Felesége: Kältzer Jozefa.